# Arvid Nyberg
Pour les articles homonymes, voir Nyberg.
Arvid Nyberg est un biathlète norvégien né le 19 mai 1928 et mort le 18 janvier 2022.

## Biographie
Arrivant cinquième de l'individuel, il gagne une médaille de bronze par équipes aux Championnats du monde 1958, avec Asbjørn Bakken, Rolf Gråtrud et Knut Wold. Il s'agit de sa seule sélection en championnat majeur.

## Palmarès
- Championnats du monde 1958 à Saalfelden :
  -  Médaille de bronze à la compétition par équipes.